# Юн Чхі Хо
Юн Чхі Хо (кор. 윤치호, Yun Chi-ho; 26 грудня 1864 — 9 грудня 1945) — корейський політик, активіст руху за незалежність Кореї. Дядько Юн Бо Сона — президента республіки Корея в 1960.

## Життєпис
Народився 1864 в місті Дунпо, провінція Чхунчхондо, Чосон. Закінчив Університет Вандербілт, Теннессі, США, а ступінь доктора права отримав в Університеті Еморі, Джорджія.
Займав ряд державних постів в уряді Чосон, у тому числі в 1904 міністра закордонних справ.
Коли в 1910 Чосон окупований Японською імперією, Юн Чхі Хо приєднався до руху спротиву. Один з найвідоміший активістів руху за незалежність.
У 1913 за антияпонську діяльність був заарештований та ув'язнений.
У 1915 звільнений з в'язниці та перейшов на прояпонські позиції. Отримав титул барона, працював в апараті Генерал-губернатора Кореї. Переїхав до Японії.
У 1945 обраний в Палату радників Японської імперії.
Після Другої Світової війни повернувся до Кореї.
Помер 9 грудня 1945 в місті Кесон. Існує версія, що він покінчив життя самогубством, але докази цього відсутні.